# Бранденбурзький міський канал
Бранденбурзький міський канал (нім. Brandenburger Stadtkanal) — канал на річці Гафель в німецькому місті Бранденбург протяжністю близько чотирьох кілометрів вздовж центру міста.
На верхньому кінці канал відходить від річки Гафель вище за течією приміського шлюзу (Vorstadtschleuse Brandenburg). Потім він проходить через центр міста, і спускається через міський шлюз (Stadtschleuse Brandenburg) на нижній рівень річки Гафель, тут відомий як Бранденбургер Нідерхавель. Потім транспортний потік від каналу прямує вниз за течією. 
Нині міський канал Бранденбургу значною мірою використовується для дозвілля, через непридатний для сучасного судноплавства розмір. Комерційне ж судноплавство використовує для своїх потреб Сілоканал.